# Thekla Resvoll
Thekla Susanne Ragnhild Resvoll (født 22. maj 1871, død 14. juni 1948) var en norsk botaniker, amanuensis ved Det Kongelige Frederiks Universitet 1902-1936. Hun tog doktorgraden på afhandlingen Om planter som passer til kold og kort sommer (1917), hvori hun studerede fjeldplanternes tilpasningsevne til et koldt klima. Hun var søster til botanikeren Hanna Resvoll-Holmsen. 
Standard-auktorbetegnelse for arter beskrevet af Thekla Resvoll: Resvoll

## Udvalgte videnskabelige værker
- Resvoll, T. R. (1900) Nogle arktiske ranunklers morfologi og anatomi. Nyt Magazin for Naturvidenskaberne, 38: 343-367.
  - Heri påviser hun blandt andet oplagringen af energi i jordstængelsen hos Is-Ranunkel.

- Resvoll, T. R., 1925. Rubus chamaemorus L. A morphological – biological study. Nytt Magasin for Naturvidenskapene, 67: 55-129.
- Resvoll, T. R., 1925. Rubus chamaemorus L. Die geographische Verbreitung der Pflanze und ihre Verbreitungsmittel. Veröffentlichungen des Geobotanischen Institutes Rübel in Zürich, 3: 224-241.
  - To digre afhandlinger om Multebær.